# Paul Sarossy
Paul Sarossy (Barrie, 24 aprile 1963) è un direttore della fotografia canadese.
È collaboratore abituale del regista Atom Egoyan, per il quale ha curato la fotografia di quasi ogni suo film a partire da Il perito (1991).

## Filmografia

### Direttore della fotografia

#### Cinema
- Il perito (The Adjuster), regia di Atom Egoyan (1991)
- La natura ambigua dell'amore (Amour et restes humains), regia di Denys Arcand (1993)
- Exotica, regia di Atom Egoyan (1994)
- Il dolce domani (The Sweet Hereafter), regia di Atom Egoyan (1997)
- Romantici equivoci (Picture Perfect), regia di Glenn Gordon Caron (1997)
- Affliction, regia di Paul Schrader (1997)
- Il viaggio di Felicia (Felicia's Journey), regia di Atom Egoyan (1999)
- Lakeboat, regia di Joe Mantegna (2000)
- Duets, regia di Bruce Paltrow (2000)
- Paid in Full, regia di Charles Stone III (2002)
- Ararat - Il monte dell'Arca (Ararat), regia di Atom Egoyan (2002)
- The Snow Walker, regia di Charles Martin Smith (2003)
- Gioco di donna (Head In The Clouds), regia di John Duigan (2004)
- False verità (Where the Truth Lies), regia di Atom Egoyan (2005)
- Il ritorno di Mr. Ripley (Ripley Under Ground), regia di Roger Spottiswoode (2005)
- The River King, regia di Nick Willing (2005)
- Il prescelto (The Wicker Man), regia di Neil LaBute (2006)
- One Way, regia di Reto Salimbeni (2006)
- Charlie Bartlett, regia di Jon Poll (2007)
- Si j'étais toi, regia di Vincent Pérez (2007)
- Love Shooting (The Deal: Sexy Backstage), regia di Steven Schachter (2008)
- Adoration, regia di Atom Egoyan (2008)
- Chloe - Tra seduzione e inganno (Chloe), regia di Atom Egoyan (2009)
- Devil's Knot - Fino a prova contraria (Devil's Knot), regia di Atom Egoyan (2013)
- The Captive - Scomparsa (The Captive), regia di Atom Egoyan (2014)
- Remember, regia di Atom Egoyan (2015)
- Padre (The Padre), regia di Jonathan Sobol (2018)
- Guest of Honour, regia di Atom Egoyan (2019)
- L'ultima danza di Salomè (Seven Veils), regia di Atom Egoyan (2023)
- Era mio figlio (Longing), regia di Savi Gabizon (2024)

#### Televisione
- Rocky Marciano, regia di Charles Winkler – film TV (1999)
- Rated X - La vera storia dei re del porno americano (Rated X), regia di Emilio Estevez – film TV (2000)
- No Night Is Too Long, regia di Tom Shankland – film TV (2002)
- Soldier's Girl, regia di Frank Pierson – film TV (2003)
- Gioventù ribelle (The Incredible Mrs. Ritchie), regia di Paul Johansson – film TV (2003)
- Otto giorni per la vita (Eight Days to Live), regia di Norma Bailey – film TV (2006)

### Regista
- Mr In-Between (2001)